# Lomographa astigma
Lomographa astigma är en fjärilsart som beskrevs av Eugen Wehrli 1939. Lomographa astigma ingår i släktet Lomographa och familjen mätare. Inga underarter finns listade i Catalogue of Life.